# Deppea blumenaviensis
Deppea blumenaviensis är en måreväxtart som först beskrevs av Karl Moritz Schumann, och fick sitt nu gällande namn av David H. Lorence. Deppea blumenaviensis ingår i släktet Deppea och familjen måreväxter. Inga underarter finns listade i Catalogue of Life.